# Silivrispor
Silivrispor is een Turkse voetbalclub opgericht in 1957 te Silivri, een district van de provincie Istanbul. De clubkleuren zijn rood en blauw. De thuisbasis van de club is het Silivri Stadion.

## Resultaten
| Seizoen | Competitie                                       | Positie                                          | Wedstrijden                                      | Winst                                            | Gelijk                                           | Verlies                                          | Voor                                             | Tegen                                            | Punten                                           | Beker                                            | Topscorer                                        | Trainer                                          |
| ------- | ------------------------------------------------ | ------------------------------------------------ | ------------------------------------------------ | ------------------------------------------------ | ------------------------------------------------ | ------------------------------------------------ | ------------------------------------------------ | ------------------------------------------------ | ------------------------------------------------ | ------------------------------------------------ | ------------------------------------------------ | ------------------------------------------------ |
| 1957/84 | Tussen deze jaren werd gestreden bij de amateurs | Tussen deze jaren werd gestreden bij de amateurs | Tussen deze jaren werd gestreden bij de amateurs | Tussen deze jaren werd gestreden bij de amateurs | Tussen deze jaren werd gestreden bij de amateurs | Tussen deze jaren werd gestreden bij de amateurs | Tussen deze jaren werd gestreden bij de amateurs | Tussen deze jaren werd gestreden bij de amateurs | Tussen deze jaren werd gestreden bij de amateurs | Tussen deze jaren werd gestreden bij de amateurs | Tussen deze jaren werd gestreden bij de amateurs | Tussen deze jaren werd gestreden bij de amateurs |
| 1984/85 | 3.Lig                                            | 11.                                              | 30                                               | 7                                                | 9                                                | 14                                               | 26                                               | 45                                               | 30                                               | -                                                | -                                                | -                                                |
| 1985/86 | 3.Lig                                            | 1.                                               | 20                                               | 11                                               | 8                                                | 1                                                | 35                                               | 12                                               | 41                                               | 1e Ronde                                         | -                                                | -                                                |
| 1986/87 | 1.Lig                                            | 18.                                              | 34                                               | 6                                                | 6                                                | 22                                               | 25                                               | 58                                               | 24                                               | 1e Ronde                                         | -                                                | -                                                |
| 1987/88 | 3.Lig                                            | 4.                                               | 34                                               | 13                                               | 11                                               | 10                                               | 44                                               | 40                                               | 50                                               | -                                                | -                                                | -                                                |
| 1988/89 | 3.Lig                                            | 12.                                              | 32                                               | 10                                               | 8                                                | 14                                               | 30                                               | 45                                               | 38                                               | -                                                | -                                                | -                                                |
| 1989/90 | 3.Lig                                            | 6.                                               | 30                                               | 14                                               | 5                                                | 11                                               | 50                                               | 36                                               | 47                                               | -                                                | -                                                | -                                                |
| 1990/91 | 3.Lig                                            | 4.                                               | 34                                               | 18                                               | 6                                                | 10                                               | 47                                               | 30                                               | 60                                               | 3e Ronde                                         | -                                                | -                                                |
| 1991/92 | 3.Lig                                            | 14.                                              | 34                                               | 10                                               | 9                                                | 15                                               | 33                                               | 47                                               | 39                                               | 1e Ronde                                         | Hakan Pozan (8)                                  | -                                                |
| 1992/93 | 3.Lig                                            | 10.                                              | 30                                               | 10                                               | 9                                                | 11                                               | 34                                               | 29                                               | 39                                               | -                                                | Hikmet Bek (8)                                   | -                                                |
| 1993/94 | 3.Lig                                            | 12.                                              | 24                                               | 6                                                | 6                                                | 12                                               | 23                                               | 36                                               | 18                                               | -                                                | -                                                | -                                                |
| 1994/11 | Tussen deze jaren werd gestreden bij de amateurs | Tussen deze jaren werd gestreden bij de amateurs | Tussen deze jaren werd gestreden bij de amateurs | Tussen deze jaren werd gestreden bij de amateurs | Tussen deze jaren werd gestreden bij de amateurs | Tussen deze jaren werd gestreden bij de amateurs | Tussen deze jaren werd gestreden bij de amateurs | Tussen deze jaren werd gestreden bij de amateurs | Tussen deze jaren werd gestreden bij de amateurs | Tussen deze jaren werd gestreden bij de amateurs | Tussen deze jaren werd gestreden bij de amateurs | Tussen deze jaren werd gestreden bij de amateurs |
| 2011/12 | BAL                                              | 2.                                               | 22                                               | 13                                               | 5                                                | 4                                                | 53                                               | 18                                               | 44                                               | -                                                | Ali Yavuz Akkaya (13)                            | Tekin Aslıhan                                    |
| 2012/13 | 3.Lig                                            | 13.                                              | 34                                               | 11                                               | 8                                                | 15                                               | 27                                               | 43                                               | 41                                               | 2e Ronde                                         | Nazif Şener (6)                                  | Tekin Aslıhan / Kaya Tevfik Saygılı              |
| 2013/14 | 3.Lig                                            | 6.                                               | 34                                               | 14                                               | 13                                               | 7                                                | 42                                               | 30                                               | 55                                               | 4e Ronde                                         | Mustafa Kaya (16)                                | Erdal İşkar                                      |
| 2014/15 | 3.Lig                                            | 5.                                               | 36                                               | 15                                               | 9                                                | 12                                               | 48                                               | 46                                               | 54                                               | 1e Ronde                                         | İsmail Düzgün (15)                               | Erdal İşkar                                      |
| 2015/16 | 3.Lig                                            | 14.                                              | 36                                               | 13                                               | 4                                                | 19                                               | 36                                               | 41                                               | 43                                               | 1e Ronde                                         | Tolga Aydın (5)                                  | Selim Özer / Sertan Güriz                        |
| 2016/17 | 3.Lig                                            | 3.                                               | 34                                               | 16                                               | 10                                               | 8                                                | 34                                               | 25                                               | 58                                               | 2e Ronde                                         | İsmail Düzgün & Fatih Dilek (7)                  | Erdal İşkar                                      |

## Gespeelde divisies
- TFF 1. Lig: 1986-1987
- Türkiye Futbol Federasyonu 2. Lig: 2017-2018
- Türkiye Futbol Federasyonu 3. Lig: 1984-1986, 1987-1994, 2012-2017, 2018-
- Bölgesel Amatör Lig: 2011-2012
- Amateurdivisie: 1957-1984, 1994-2011

## Erelijst
- Türkiye Futbol Federasyonu 3. Lig

Kampioen: 1985-1986